# Kozlovo (Konakovo)
Kozlovo (ruso: Козло́во) es un asentamiento de tipo urbano de Rusia perteneciente al raión de Konakovo de la óblast de Tver.
En 2021, el asentamiento tenía una población de 3022 habitantes. Aunque en su territorio no hay pedanías, alberga la sede administrativa del vecino asentamiento rural homónimo, en cuyo territorio hay dieciocho núcleos de población rurales que suman un total de 271 habitantes.
Se ubica cerca de la costa suroccidental del embalse de Ivánkovo, en el tramo inicial del embalse formado por la confluencia de los ríos Shosha y Lama, con un paisaje de marisma o humedal. Todo el entorno del pueblo forma parte del parque nacional de Zavídovo.

## Historia
Se conoce la existencia del pueblo desde el siglo XVI. A partir de 1781, pasó a formar parte del uyezd de Klin en la gobernación de Moscú. El desarrollo urbano del pueblo comenzó en 1858, cuando el empresario franco-ruso Celestin Hippolit Flandin abrió una fábrica de telas finas, manteles y alfombras, que sigue siendo actualmente la base de la economía local. En la década de 1920, Lenin comenzó a usar la zona como finca de caza, dando lugar a una reserva de caza militar que estuvo cerrada al público durante la mayor parte de la época soviética, origen del actual parque nacional de Zavídovo. En 1935 su territorio pasó de la óblast de Moscú a la óblast de Kalinin. En 1958 adoptó estatus de asentamiento de tipo urbano.